# 裴天祐
裴天祐（1510年—？），字順之，號鹤洲，直隸贛榆縣人，明朝政治人物。

## 生平
嘉靖二十二年（1543年）癸卯科應天府鄉試第七十三名舉人。嘉靖二十九年（1550年）中式庚戌科進士。历任建安令（今福建省建瓯县）、湖廣道監察御史，三十六年催督河南、陕西、四川三省赋税，巡按山东。司大计，典京畿，四十年五月与給事中侯廷柱清查各衙门冗滥军校匠作厨役。四十三年（1564年）十月拜大理寺右寺丞，轉左丞，四十四年十一月晋右少卿。逾年十月擢光禄寺卿。隆庆元年（1567年）正月考察調用南京，遂乞休歸。著有《拙逸亭稿》。

## 家族
曾祖裴盛；祖父裴通，縣丞；父裴璋，監生。母仲氏。永感下。